# Ahmed Hamdi
Pour les articles homonymes, voir Ahmed Hamdy.
Ahmed Hamdi (en arabe : أحمد حمدى), né le 10 février 1998 au Caire, est un footballeur égyptien qui joue au poste de milieu de terrain.

## Biographie

### En club
Hamdi est issu de l'académie du club du Caire, l'Al Ahly, avec qui il fait ses débuts le 18 décembre 2015, sous l'égide de José Peseiro, à l'occasion d'un match de Premier League égyptienne contre le Smouha SC.
En trois saisons avec le club, il cumule 18 apparitions avec le club qui cumule deux titres de champion sur la période, avant d'être prêté en janvier 2019 à leurs rivaux du championnat égyptien l'El Gouna FC. Transféré ensuite définitivement dans le club de la Mer Rouge, il y cumule 42 matchs au plus haut niveau égyptien, ponctués par 7 buts et 3 passes décisives,.
Le 4 février 2021, Hamdy  est prêté au club canadien du CF Montréal, en Major League Soccer,. Ce prêt est annoncé comme comportant une option d'achat. Cette dernière est levée le 19 octobre 2021 et Hamdi s'engage pour deux saisons avec la franchise montréalaise.

### En sélection
Avec les moins de 20 ans, il participe à la Coupe d'Afrique des nations des moins de 20 ans en 2017. Lors de cette compétition organisée en Zambie, il joue trois matchs. Avec un bilan de deux nuls et une défaite, l'Égypte ne dépasse pas le premier tour du tournoi.
Hamdi est notamment international avec l'équipe olympique d'Égypte depuis le 9 juillet 2018,,.
Le 14 juin 2022, Ahmed Hamdi connait sa première sélection avec l'Égypte lors de la défaite 4-1 face à la Corée du Sud. Titulaire, il est remplacé par Mohamed Ibrahim à la 87e minute.

## Palmarès
Al Ahly
- Champion d'Égypte en 2015-2016 et 2017-2018.

## Statistiques
| Saison                | Club                  | Championnat           | Championnat | Championnat | Coupe(s) nationale(s) | Coupe(s) nationale(s) | Compétition(s) continentale(s) | Compétition(s) continentale(s) | Compétition(s) continentale(s) | Séries | Séries | Égypte | Égypte | Total | Total |
| Saison                | Club                  | Division              | M.          | B.          | M.                    | B.                    | Comp.                          | M.                             | B.                             | M.     | B.     | M.     | B.     | M.    | B.    |
| 2015-2016             | Al Ahly SC            | Premier League        | 6           | 0           | 1                     | 0                     | C1                             | 1                              | 0                              | -      | -      | -      | -      | 8     | 0     |
| 2016-2017             | Al Ahly SC            | Premier League        | 0           | 0           | 0                     | 0                     | -                              | -                              | -                              | -      | -      | -      | -      | 0     | 0     |
| 2017-2018             | Al Ahly SC            | Premier League        | 7           | 1           | 1                     | 1                     | C1                             | 1                              | 0                              | -      | -      | -      | -      | 9     | 2     |
| 2018-2019             | Al Ahly SC            | Premier League        | 0           | 0           | 1                     | 0                     | CA                             | 2                              | 0                              | -      | -      | -      | -      | 3     | 0     |
| Sous-total            | Sous-total            | Sous-total            | 13          | 1           | 3                     | 1                     | -                              | 4                              | 0                              | -      | -      | -      | -      | 20    | 2     |
| 2018-2019             | El Gouna FC (prêt)    | Premier League        | 14          | 1           | 0                     | 0                     | -                              | -                              | -                              | -      | -      | -      | -      | 14    | 1     |
| 2019-2020             | El Gouna FC           | Premier League        | 23          | 4           | 1                     | 0                     | -                              | -                              | -                              | -      | -      | -      | -      | 24    | 4     |
| 2020-2021             | El Gouna FC           | Premier League        | 5           | 2           | 0                     | 0                     | -                              | -                              | -                              | -      | -      | -      | -      | 5     | 2     |
| Sous-total            | Sous-total            | Sous-total            | 42          | 7           | 1                     | 0                     | -                              | 0                              | 0                              | -      | -      | -      | -      | 43    | 7     |
| 2021                  | CF Montréal (prêt)    | MLS                   | 22          | 2           | 3                     | 0                     | -                              | -                              | -                              | -      | -      | -      | -      | 25    | 2     |
| 2022                  | CF Montréal           | MLS                   | 9           | 0           | 2                     | 0                     | LCC                            | 0                              | 0                              | 0      | 0      | 1      | 0      | 12    | 0     |
| 2023                  | CF Montréal           | MLS                   | 0           | 0           | 0                     | 0                     | LCup                           | 0                              | 0                              | -      | -      | -      | -      | 0     | 0     |
| Sous-total            | Sous-total            | Sous-total            | 31          | 2           | 5                     | 0                     | -                              | 0                              | 0                              | -      | -      | 1      | 0      | 37    | 2     |
| Total sur la carrière | Total sur la carrière | Total sur la carrière | 82          | 10          | 9                     | 1                     | -                              | 4                              | 0                              | 0      | 0      | 1      | 0      | 95    | 12    |